# Doug Pederson
Douglas „Doug“ Irving Pederson (geboren am 31. Januar 1968 in Bellingham, Washington) ist ein US-amerikanischer Trainer und ehemaliger Spieler auf der Position des Quarterbacks im American Football. Er war von 2022 bis 2024 der Head Coach der Jacksonville Jaguars in der National Football League (NFL). Zuvor trainierte Pederson von 2016 bis 2020 die Philadelphia Eagles, mit denen er in der Saison 2017 den Super Bowl LII gewann. Als Ersatzspieler gewann er zudem mit den Green Bay Packers in der Saison 1996 den Super Bowl XXXI, womit er nach Mike Ditka, Tom Flores und Tony Dungy als Vierter sowohl als Spieler als auch als Head Coach einen Super Bowl gewann.

## Karriere als Spieler

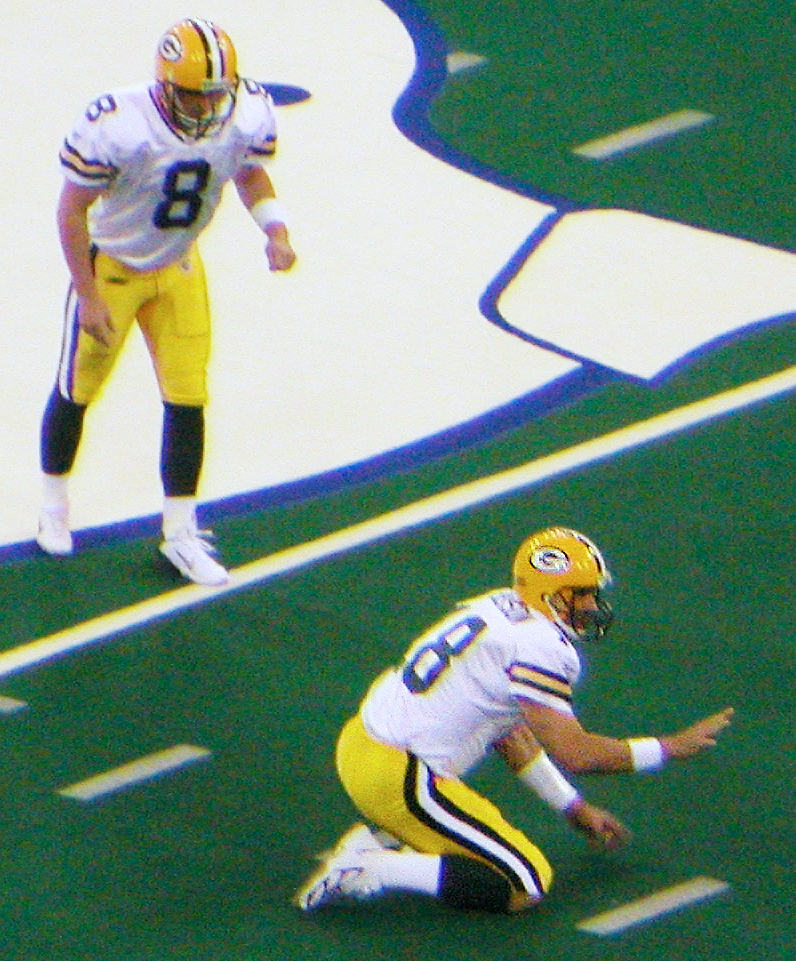
Pederson als Holder bei den Green Bay Packers

Pederson wurde 1968 in Bellingham, Washington, geboren und besuchte die High School in Ferndale. Dort war er als Quarterback, Safety und Kicker aktiv und spielte zudem noch Baseball und Basketball.
Danach ging er auf die Northeast Louisiana University, wo er in drei Jahren als Starting Quarterback auf 6.445 geworfene Yards und 33 Touchdowns kam und seinen Abschluss in Betriebswirtschaften machte.
1991 nahmen ihn die Miami Dolphins als Undrafted Free Agent unter Vertrag. Pederson wurde aber wieder entlassen, bevor er zum Einsatz kam. Daraufhin spielte er 1992 für die New York/New Jersey Knights in der World League of American Football, bis ihn die Dolphins wieder unter Vertrag nahmen. Dort kam er zunächst nicht über den Practice Squad hinaus, kam aber nach verletzungsbedingten Ausfällen von Dan Marino und Scott Mitchell zum Einsatz. 1995 wählten ihn die neu in die Liga gekommenen Carolina Panthers im Expansion Draft aus, Pederson wurde aber vor Saisonbeginn wieder entlassen. Nachdem er kurzzeitig bei Rhein Fire in der NFL Europe gespielt hatte, nahmen ihn die Dolphins erneut für einige Wochen als Ersatzmann unter Vertrag. Insgesamt kam er in sieben Spielen für die Dolphins zum Einsatz, in denen er acht Pässe warf.
Daraufhin unterschrieb Pederson bei den Green Bay Packers, wo er bis 1998 als Backup für Brett Favre diente und in dieser Position in der Saison 1996 den Super Bowl XXXI gewann. Ab 1997 war er neben seiner Rolle als Backup-Quarterback als Holder tätig. Gegen die Minnesota Vikings erzielte er 1998 zwei Touchdowns, als er bei deutlichem Rückstand für Favre eingewechselt wurde.
In der Saison 1999 nahmen ihn die Philadelphia Eagles unter Vertrag. Dort lief er in den ersten neun Spielen als Starter auf, bis er durch Donovan McNabb ersetzt wurde, den die Eagles im Draft 1999 an zweiter Stelle ausgewählt hatten. Für Philadelphia warf Pederson sieben Touchdowns bei neun Interceptions, nach der Saison wurde er entlassen.
Er wechselte zu den Cleveland Browns, nachdem er zunächst über sein Karriereende nachgedacht hatte. Dort kam er zu acht Einsätzen als Starting Quarterback, von denen er sieben Mal verlor. Von 2001 bis 2004 war er ein zweites Mal bei den Green Bay Packers aktiv, danach beendete er seine Karriere, um als Trainer tätig zu werden.

## Karriere als Trainer
Pederson begann seine Karriere als Trainer im High-School-Football bei der Cavalry Baptist Academy in Shreveport, Louisiana. 2009 wechselte er zu den Philadelphia Eagles, die ihn als Offensive Quality Control Coach verpflichteten. 2011 wurde er Quarterback Coach, 2013 nahmen ihn die Kansas City Chiefs als Offensive Coordinator unter Vertrag. Mit Pederson gelang den Chiefs 2015 der erste Sieg in einem Playoffspiel seit 22 Jahren, nachdem das Team nach einem Start mit einem Sieg und fünf Niederlagen elf Partien in Folge gewann. Die Philadelphia Eagles holten ihn 2016 als Head Coach wieder zurück.
In der Saison 2017 führte Pederson die Eagles zu ihrem ersten Super-Bowl-Sieg, sie gewannen den Super Bowl LII gegen die favorisierten New England Patriots mit 41:33.
Auch in den folgenden zwei Jahren konnte Pederson mit den Eagles die Play-offs erreichen, scheiterte jedoch spätestens in der Divisional Round. Nachdem Philadelphia die Saison 2020 mit einer Bilanz von vier Siegen, elf Niederlagen und einem Unentschieden beendete, trennte sich das Franchise am 11. Januar 2021 von Pederson.
Am 3. Februar 2022 wurde er von den Jacksonville Jaguars als Head Coach verpflichtet. Nachdem er mit den Jaguars in der Saison 2022 die Play-offs erreicht hatte, verpassten sie den Einzug in die Postseason in den folgenden beiden Jahren. Am 6. Januar 2025 entließen die Jaguars Pederson.

## Statistik
| Team      | Jar       | Regular-Season | Regular-Season | Regular-Season | Regular-Season | Regular-Season | Post-Season | Post-Season | Post-Season | Post-Season                                                    |
| Team      | Jar       | Gewonnen       | Verloren       | Unentschieden  | Gewinnquote    | Ergebnis       | Gewonnen    | Verloren    | Gewinnquote | Ergebnis                                                       |
| --------- | --------- | -------------- | -------------- | -------------- | -------------- | -------------- | ----------- | ----------- | ----------- | -------------------------------------------------------------- |
| PHI       | 2016      | 7              | 9              | 0              | 0,438          | 4. NFC East    | —           | —           | —           | —                                                              |
| PHI       | 2017      | 13             | 3              | 0              | 0,813          | 1. NFC East    | 3           | 0           | 1,000       | Super-Bowl-LII-Sieger                                          |
| PHI       | 2018      | 9              | 7              | 0              | 0,563          | 2. NFC East    | 1           | 1           | 0,500       | Niederlage gegen die New Orleans Saints im NFC Divisional Game |
| PHI       | 2019      | 9              | 7              | 0              | 0,563          | 1. NFC East    | 0           | 1           | 0,000       | Niederlage gegen die Seattle Seahawks im NFC Wild Card Game    |
| PHI       | 2020      | 4              | 11             | 1              | 0,281          | 4. NFC East    | —           | —           | —           | —                                                              |
| PHI total | PHI total | 42             | 37             | 1              | 0,531          |                | 4           | 2           | 0,667       |                                                                |
| JAX       | 2022      | 9              | 8              | 0              | 0,529          | 1. AFC South   | 1           | 1           | 0,500       | Niederlage gegen die Kansas City Chiefs im AFC Divisional Game |
| JAX       | 2023      | 9              | 8              | 0              | 0,529          | 2. AFC South   | —           | —           | —           | —                                                              |
| JAX       | 2024      | 4              | 13             | 0              | 0,235          | 4. AFC South   | —           | —           | —           | —                                                              |
| JAX total | JAX total | 22             | 29             | 0              | 0,431          |                | 1           | 1           | 0,500       |                                                                |
| Total     | Total     | 64             | 66             | 1              | 0,492          |                | 5           | 3           | 0,625       |                                                                |